# Ministère de la Promotion féminine, de l'Enfance et des Personnes vulnérables
Le ministère de la Promotion féminine, de l'Enfance et des Personnes vulnérables est un ministère guinéen dont le ministre en poste est Charlotte Daffé.

## Titulaires depuis 2007
| Nom | Nom                  | Dates du mandat | Dates du mandat | Gouvernement(s)            |
| --- | -------------------- | --------------- | --------------- | -------------------------- |
| | Hadja Tété Nabé      | 28/03/2007      | 20/05/2008      | Kouyaté                    |
| | Germaine Mangué      | 20/05/2008      | 24/12/2008      | Souaré                     |
| | Hadja Makoura Sylla  | 14/01/2009      | 26/01/2010      | Komara                     |
| | Nanfadima Magassouba | 15/02/2010      | 24/12/2010      | Doré                       |
| | Nanténin Chérif      | 24/12/2010      | 06/10/2012      | Saïd Fofana I              |
| | Hadja Diaka Diakité  | 06/10/2012      | 15/01/2014      | Saïd Fofana I              |
| | Sanaba Kaba          | 20/01/2014      | 17/05/2018      | Saïd Fofana II et Youla    |
| | Mariama Sylla        | 26/05/2018      | 28/01/2021      | Kassory I                  |
| | Aissata Daffé        | 28/01/2021      | 05/09/2021      | Kassory II                 |
| | Aicha Nanette Conté  | 26/10/2021      | 19/02/2024      | Béavogui et Bernard Goumou |
| | Charlotte Daffé      | 13/03/2024      | En cours        | Bah Oury                   |
| Dans l'intervalle entre deux mandats, le ministre sortant assure la gestion des affaires courantes. Titres successifs : - Depuis 2021 : Promotion féminine, Enfance et Personnes vulnérables |                      |                 |                 |                            |